# Chimarra pillara
Chimarra pillara là một loài Trichoptera trong họ Philopotamidae. Chúng phân bố ở miền Australasia.